# Theonina kratochvili
Theonina kratochvili är en spindelart som beskrevs av Miller och Weiss 1979. Theonina kratochvili ingår i släktet Theonina och familjen täckvävarspindlar. Inga underarter finns listade i Catalogue of Life.